# 12225 Yanfernández
(12225) Yanfernandez, denumire internațională (12225) Yanfernández, este un asteroid din centura principală de asteroizi.

## Descriere
12225 Yanfernández este un asteroid din centura principală de asteroizi. A fost descoperit pe 14 august 1985 la Stația Anderson Mesa de Edward L. G. Bowell. Asteroidul prezintă o orbită caracterizată de o semiaxă mare de 2,21 ua, o excentricitate de 0,19 și o înclinație de 4,8° în raport cu ecliptica.